# Палазу-Маре
Палазу-Маре (рум. Palazu Mare) — село у повіті Констанца в Румунії. Адміністративно підпорядковане місту Констанца.
Село розташоване на відстані 200 км на схід від Бухареста, 6 км на північний захід від Констанци, 140 км на південь від Галаца.

## Населення
За даними перепису населення 2002 року у селі проживали 4176 осіб.
Національний склад населення села:
| Національність | Кількість осіб | Відсоток |
| -------------- | -------------- | -------- |
| румуни         | 3320           | 79,5%    |
| цигани         | 642            | 15,4%    |
| татари         | 163            | 3,9%     |
| турки          | 31             | 0,7%     |
| угорці         | 6              | 0,1%     |

Рідною мовою назвали:
| Мова      | Кількість осіб | Відсоток |
| --------- | -------------- | -------- |
| румунська | 3599           | 86,2%    |
| циганська | 399            | 9,6%     |
| татарська | 141            | 3,4%     |
| турецька  | 19             | 0,5%     |
| угорська  | 5              | 0,1%     |